# بيجي ليبتون
بيجي ليبتون (بالإنجليزية: Peggy Lipton)‏ (و. 1946  م) هي مغنية، وكاتِبة، وعارضة، وممثلة تلفزيونية، وممثلة مسرحية، وممثلة أفلام أمريكية، ولدت في نيويورك.

## وصلات خارجية
- بيجي ليبتون على موقع IMDb (الإنجليزية)
- بيجي ليبتون على موقع روتن توميتوز (الإنجليزية)
- بيجي ليبتون على موقع ألو سيني (الفرنسية)
- بيجي ليبتون على موقع ميوزك برينز (الإنجليزية)
- بيجي ليبتون على موقع أول موفي (الإنجليزية)
- بيجي ليبتون على موقع قاعدة بيانات الأفلام السويدية (السويدية)
- بيجي ليبتون على موقع إن إن دي بي (الإنجليزية)
- بيجي ليبتون على موقع أول ميوزيك (الإنجليزية)
- بيجي ليبتون على موقع ديسكوغز (الإنجليزية)
- بيجي ليبتون على موقع ديسكوغز (الإنجليزية)